# Mycelithe fungifera
Mycelithe fungifera är en svampart som beskrevs av Gasp. 1842. Mycelithe fungifera ingår i släktet Mycelithe och familjen Polyporaceae.   Inga underarter finns listade i Catalogue of Life.